# ۳ شجاع
«۳ شجاع» (به زبان اردو: تین بهادر) یک فیلم پویانمایی رایانه‌ای سه بعدی است که در سال ۲۰۱۵ منتشر شد. این انیمیشن محصول کشور پاکستان است و نخستین انیمیشن کامپیوتری این کشور محسوب می‌شود.

## موضوع فیلم
سه بچه با توانایی‌های خارق العاده در برابر شیاطینی که شهر آنها را به بلا و مصیبت دچار کرده‌اند، به پا می‌خیزند.